# Pardalotus quadragintus
Il pardaloto dalle quaranta macchie o pardaloto tasmaniano (Pardalotus quadragintus Gould, 1838) è un uccello passeriforme della famiglia Pardalotidae.

## Etimologia
Il nome scientifico della specie, quadragintus, deriva dal latino quadraginta, "quaranta", in riferimento alle macchie bianche del piumaggio, dalle quali deriva anche il nome comune di questi uccelli.

## Descrizione

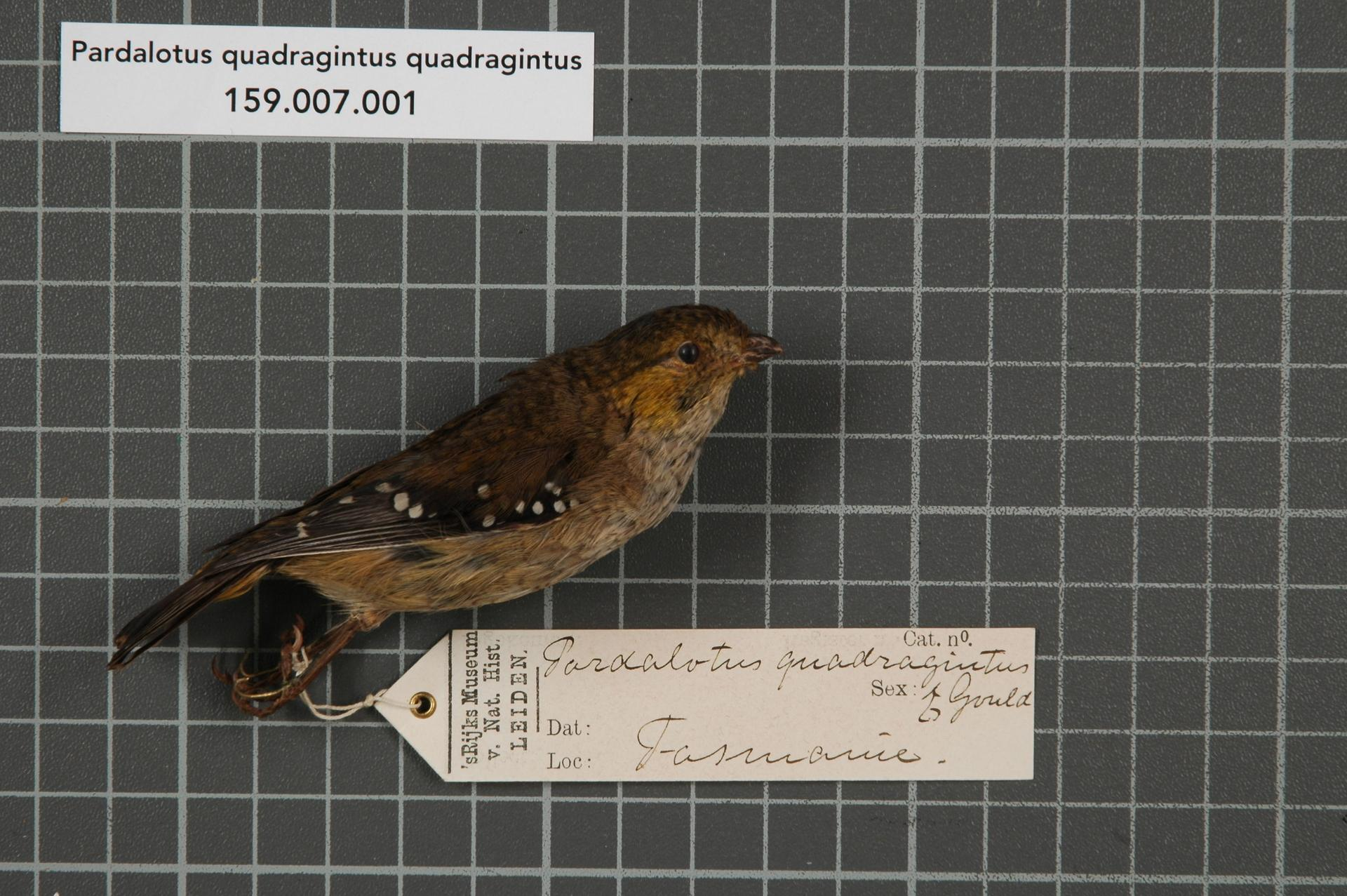
Maschio impagliato.

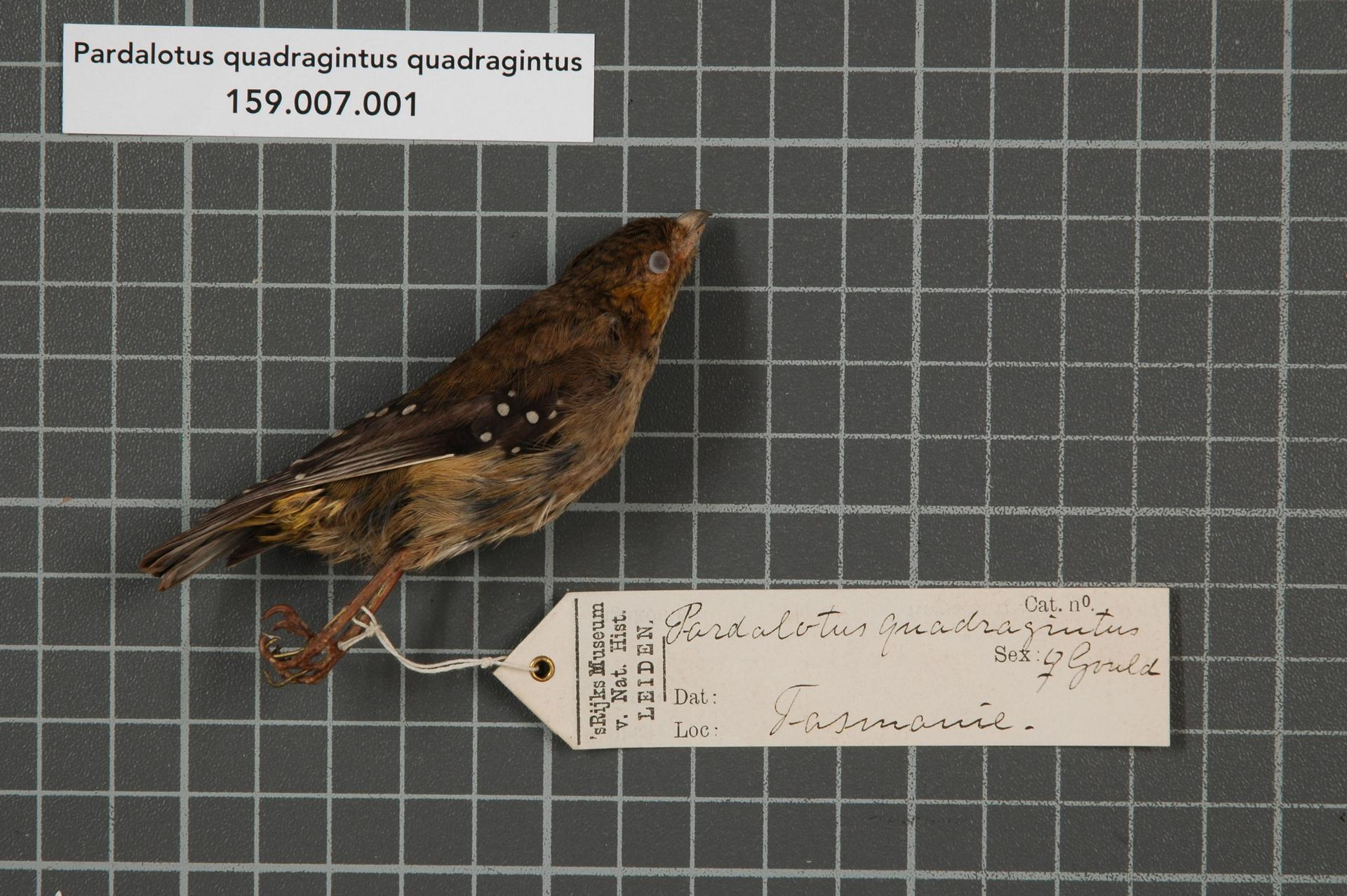
Femmina impagliata.

### Dimensioni
Misura 8,5–11 cm di lunghezza, per 9-13 g di peso.

### Aspetto
Si tratta di uccelli dall'aspetto robusto e paffuto, muniti di grossa testa con becco corto e forte di forma conica, ali appuntite, zampe corte e forti e coda corta e squadrata: si tratta dell'unica specie di pardaloto priva di calotta scura e di sopracciglio chiaro.
Il piumaggio è di colore bruno-olivastro su fronte, vertice, nuca, dorso e fianchi, mentre faccia, sopracciglio, guance, gola, petto e parte centrale del ventre sono di colore verde-giallastro, col basso ventre ed il sottocoda tendenti al biancastro: ali e coda presentano penne nere, ciascuna con una macchia circolare bianca in punta, per un totale che solitamente spazia fra le cinquanta e le sessanta macchie, piuttosto che le quaranta del nome comune.

Il dimorfismo sessuale è presente ma non evidentissimo, con femmine dal giallo pettorale e ventrale quasi assente e sostituito dal grigio-biancastro con sfumature giallastre più o meno evidenti a seconda dell'esemplare.
In ambedue i sessi il becco è nerastro, le zampe sono di color carnicino-nerastro e gli occhi sono di colore bruno scuro.

## Biologia
Si tratta di uccelli diurni, che vivono da soli o in coppie, non di rado accompagnandosi ad altre specie di uccelli (fra cui anche le altre due specie di pardaloto diffuse in Tasmania) in stormi misti, passando la maggior parte della giornata fra i rami di alberi e cespugli alla ricerca di cibo.
I richiami di questi uccelli sono meno potenti ma più variati rispetto a quelli degli altri pardaloti, componendosi di note brevi e cinguettanti chioccolate in continuazione.

### Alimentazione
La dieta di questi uccelli è composta in massima parte dalle larve degli psillidi (ricoperte di melata) e dagli essudati di E. viminalis: i pardaloti dalle quaranta macchie possono inoltre cibarsi di tanto in tanto anche di altri insetti e invertebrati, bacche, frutta e granaglie.

### Riproduzione
La stagione riproduttiva va da settembre a gennaio, mesi durante i quali le coppie (si tratta infatti di uccelli monogami) portano solitamente avanti due covate.
Il nido viene costruito in cavità del suolo o di un tronco d'albero vivo o morto, foderando le pareti con foglie secche, fibre vegetali e pezzetti di corteccia: al suo interno, la femmina depone 4-5 uova arrotondate di colore bianco puro, che essa si alterna a covare col maschio per 16-20 giorni: i pulli, ciechi ed implumi alla schiusa, vengono imbeccati ed accuditi da ambedue i genitori, e s'involano attorno ai 25 giorni di vita, pur rimanendo presso il nido ancora per un paio di settimane prima di allontanarsene definitivamente.

## Distribuzione e habitat

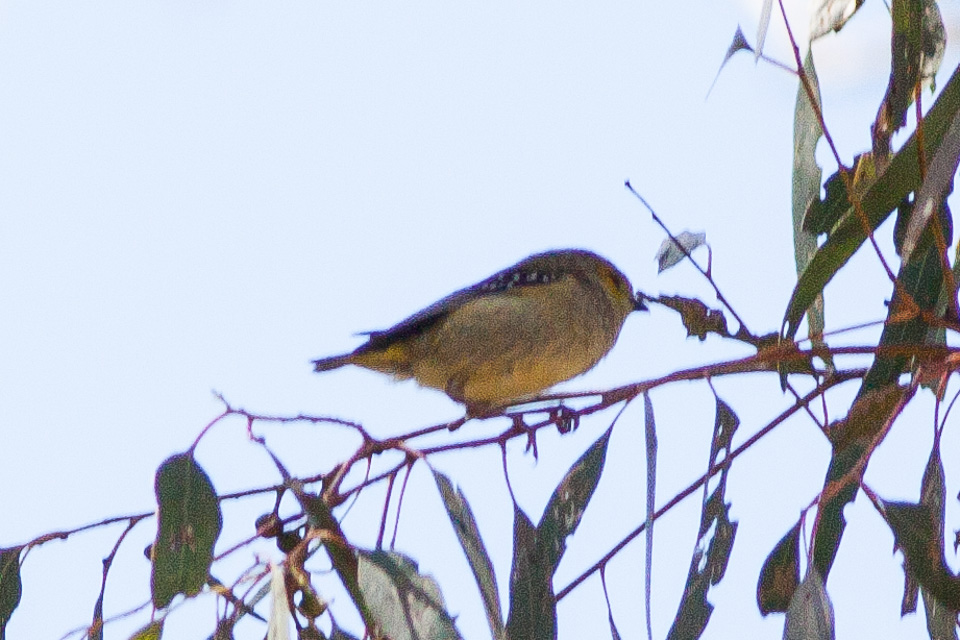
Esemplare nei pressi di Hobart.

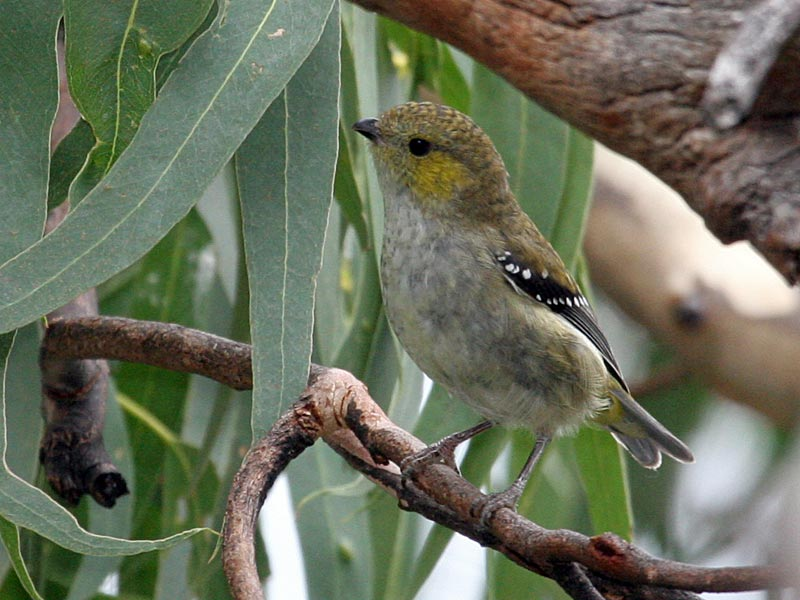
Esemplare a Maria Island.

Il pardaloto dalle quaranta macchie è endemico della Tasmania: verosimilmente diffuso in passato su tutta l'isola, attualmente la specie è limitata con circa 1500 esemplari ad alcune piccole aree della fascia costiera orientale dell'isola principale, comparendo talvolta nei sobborghi della capitale Hobart, e ad alcune isole minori (Bruny Island, Maria Island, parte centrale di Flinders Island).
L'habitat di questi uccelli è rappresentato dalle foreste costiere a predominanza di eucalipti ed in particolare di E. viminalis, delle quali la specie abita di preferenza la canopia.

## Tassonomia
Un singolo esemplare proveniente da King Island viene da alcuni classificato come sottospecie a sé stante col nome di P. quadragintus rex, tuttavia non sembrerebbero esservi caratteri distintivi rispetto alle popolazioni del resto dell'areale.